# Rudolph Mannl
Rudolph Anton Mannl, modernisiert Rudolf Mannl, (getauft 4. April 1812 in Karlsbad, Königreich Böhmen; † 2. April 1863 ebenda) war ein österreichischer Mediziner. Er trug als Badearzt maßgeblich zur Erweiterung der Kurstadt bei und war bedeutsam für die Entwicklung des Bibliothekswesens von Karlsbad, als Autor des ersten Bibliothekskatalogs und der ersten Statuten der Stadtbibliothek.

## Leben
Er wurde als Zwillingssohn des Goldarbeiters Johann Mannl geboren und gemeinsam mit seinem Bruder Richard Anton Mannl in der Maria-Magdalena-Kirche in Karlsbad römisch-katholisch getauft. Er besuchte ab 1823 das Gymnasium in Eger, wo er gemeinsam mit seinem Bruder bei seinem Onkel August Leopold Stöhr lebte. Er war ein begabter Schüler und einer der besten Absolventen der Schule. Sein Onkel selbst unterrichtete seine beiden Neffen in Geschichte und entwickelte für sie ein individuelles Studienprogramm mit Prüfungsfragen. 1829 ging Rudolph Mannl an das Lyzeum in Pilsen und ab 1830 an die Karls-Universität Prag, wo er sich entschied, Medizin zu studieren. Nach dem Studium kehrte er als Mediziner nach Karlsbad zurück und lebte hier als praktizierender Badearzt.
Rudolph Mannl starb zwei Tage vor seinem 51. Geburtstag in seiner Heimatstadt.